# بيغي نونان
بيغي نونان (بالإنجليزية: Peggy Noonan) (و. 1950 – م) هي كاتبة من الولايات المتحدة الأمريكية ولدت في بروكلين.
وهي عضوة في الحزب الجمهوري .

## روابط خارجية
- بيغي نونان على موقع IMDb (الإنجليزية)
- بيغي نونان على موقع إن إن دي بي (الإنجليزية)
- بيغي نونان على موقع قاعدة بيانات الفيلم (الإنجليزية)